# アレクサンドル・ド・ブルノンヴィル

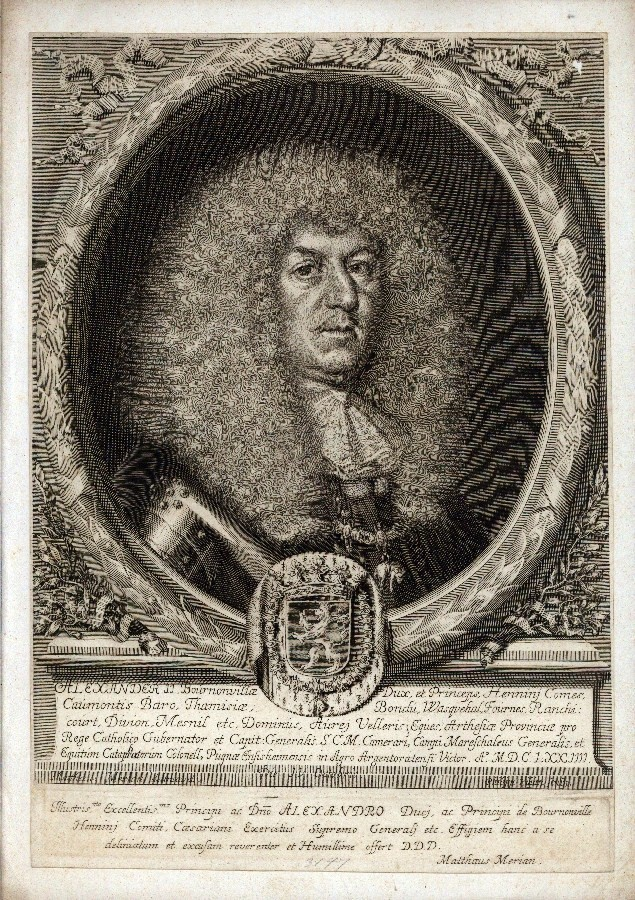
アレクサンドル・ド・ブルノンヴィル

アレクサンドル（2世）・イッポリト・バルタザール・ド・ブルノンヴィル（Alexandre II Hippolyte Balthazar de Bournonville, 2educ de Bournonville, 1616年1月5日 ブリュッセル - 1690年8月20日 パンプローナ）は、フランス出身の貴族、軍人。神聖ローマ皇帝家およびスペイン王家の両ハプスブルク家に仕え、皇帝軍元帥、カタルーニャ副王およびナバラ副王を務めた。

## 生涯
北フランスの貴族ブルノンヴィル公爵家出身で、神聖ローマ皇帝軍に仕官して三十年戦争に従軍、1645年のネルトリンゲンの戦いではヴェストファーレン帝国クライスの軍隊を率いた。スウェーデン軍との戦闘で戦功を立て、皇帝軍少将に昇進した。戦争終結後の1649年にスペイン軍に移り、フロンドの乱後にスペインの客将となった大コンデの麾下に所属した。フランス・スペイン戦争ではシャテル、ロクロワ、アラスなどで戦う。コンデ＝アン＝ブリを4カ月にわたって包囲し、占領したヴァランシエンヌを包囲されつつ守り抜いた。
1658年、スペイン王フェリペ4世より、スペイン貴族としてのブルノンヴィル公爵位を授けられ、同時に占領地アルトワの総監（軍政長官）に任じられた。1672年に始まった仏蘭戦争ではブランデンブルク選帝侯フリードリヒ・ヴィルヘルム（大選帝侯）とともに皇帝軍の指揮官として参戦した。1674年のエンツハイムの戦いでは敵将テュレンヌ元帥に大きな損害を与えられたが、テュレンヌの進軍を押しとどめることには成功している。1672年に金羊毛騎士団の騎士に叙任された。
1676年、神聖ローマ皇帝レオポルト1世により皇帝軍元帥の地位を授けられ、同時に皇帝軍第2胸甲騎兵連隊の連隊長に任命された。その後は行政官として再びスペインに仕え、カタルーニャ副王、ナバラ副王、カンタブリアの総監を務めた。